# Horqueta (Paraguay)
Horqueta es un municipio y ciudad de Paraguay, situado al sur del departamento de Concepción. Está localizado a 50 km de la ciudad de Concepción y a 428 km de Asunción. Se encuentra asentada en una lomada.

## Historia
El nombre de la ciudad se debe a que la misma nació de un cruce de caminos, llamado “Tape Horqueta”, lugar donde acampaban carretas después de largos viajes. La ciudad tuvo su origen en una capilla y fue fundada oficialmente en el año 1793. Fue la primera ciudad con calle peatonal del país. La ciudad lleva el nombre de Horqueta porque se encuentra situada en una bifurcación de caminos, y es la segunda localidad en importancia del Departamento de Concepción.

## Clima
La temperatura máxima alcanza los 45 °C, en verano, mientras que la mínima extrema en invierno es de hasta -2 °C. La media es de 25 °C.El calor de la ciudad llega a ser sofocante.
Las épocas de lluvia copiosa son de noviembre a enero, en cambio los meses más secos son de junio a septiembre. Los vientos son del norte, este y sureste.
El clima de Horqueta puede ser clasificado como clima tropical de sabana (Aw), de acuerdo con la clasificación climática de Köppen.

## Demografía
Según datos oficiales del censo paraguayo de 2022, Horqueta tiene un total de 39 548 habitantes.

## Economía
Región dedicada a la agricultura, se cultivan algodón, tártago, poroto, mandioca, maíz y frutas de estación. Existen procesadoras de yerba mate, además de explotación forestal, industrias aceiteras y desmotadoras de algodón.
Otras actividades importantes en la región son la artesanía en cuero y la ganadería.
```
El Puente de Paso Horqueta es un monumental y pintoresco puente de madera sobre el Río.
```

## Transporte
Situada a 428 km de la ciudad de Asunción, es posible llegar hasta ella siguiendo la Ruta III “Gral. Elizardo Aquino” hasta Yby Yau y continuando, a partir de ahí, por la ruta V “Gral. Bernardino Caballero”.
Desde la localidad de Horqueta, por un desvío se puede llegar a Tacuatí, en San Pedro.